# برد هانت
برد هانت (انگلیسی: Brad Hunt؛ زادهٔ ) یک هنرپیشه اهل ایالات متحده آمریکا است.
از فیلم‌ها یا برنامه‌های تلویزیونی که وی در آن نقش داشته است می‌توان به آتش در زیر پا، گرامی داشتن و فقط آب اضافه کنید اشاره کرد.